# Sarah Payne
Sarah Payne (...) è un'attrice e soprano inglese.
Ha studiato canto lirico all'Università di Durham e nel 1981 ha debuttato nel West End londinese con il musical Barnum con Michael Crawford. Il musical è un grandissimo successo e la Payne ottiene a breve il ruolo di Lina Lamont nella produzione teatrale di Cantando sotto la pioggia in scena al London Palladium nel 1983; per la sua performance è stata candidata al prestigioso Laurence Olivier Award alla migliore attrice in un musical. Da allora ha recitato anche in altri musical, tra cui Nine (Royal Albert Hall, 1992) e Follies (2006). Nel 1995 ha interpretato nuovamente Lina Lamont nel tour britannico di Cantando sotto la pioggia.